# Dommelhoef

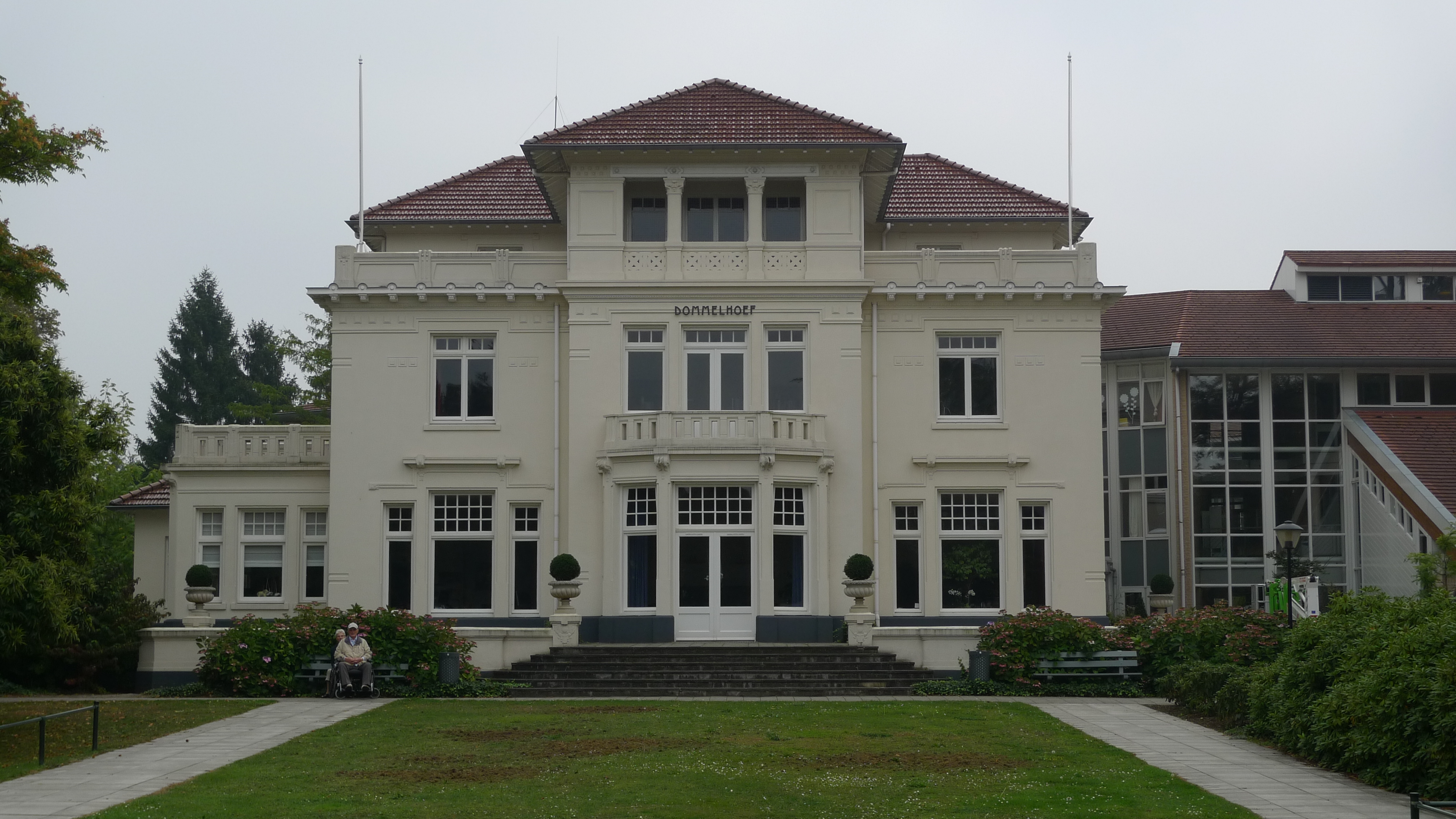
Villa Dommelhoef

Dommelhoef is de naam van een villa op de hoek van de Parklaan en de Nachtegaallaan te Eindhoven met als adres: Parklaan 97.
De villa werd in 1905 gebouwd in opdracht van Johann Brüning, de directeur van de nabijgelegen Houtindustrie Picus. De villa heette toen: Huize Elsheim. Architect was Abraham Salm. Het was een van de eerste villa's in deze buurt, waar later meerdere fabrikantenvilla's gebouwd werden, zoals De Laak in 1907, tegenover Huize Elsheim gelegen.
Het huis heeft kenmerken van art nouveau en neoclassicisme.
In 1933 werd een noodziekenhuis, het Diaconessenhuis in de villa gevestigd. In 1940 verhuisde het ziekenhuis naar een ruimer pand en kwam de Ortskommandantur van de bezetter in de villa. Na de oorlog kwam de GGD in de villa. Uiteindelijk werd de villa een revalidatiecentrum dat ressorteert onder de zorggroep Archipel. Daartoe werd in 1992 naast de villa een nieuw complex gebouwd.
De villa is geklasseerd als Rijksmonument.